# 856-й гвардейский самоходный артиллерийский полк
856-й гвардейский самоходный артиллерийский Кобринский Краснознамённый, ордена Богдана Хмельницкого полк (856 гв. сап, в/ч 23857) — до расформирования в 1997 году — полк (в/ч 08628) боевого прикрытия российско-норвежской границы. Базировался в Луостари-2.

## История
30 сентября 1939 года приказом Народного комиссара обороны СССР в г. Барабинске Новосибирской области был сформирован 299-й артиллерийский полк 194-й механизированной дивизии. Командовал полком майор Завьялов М. М.
В январе 1940 года 194-я механизированная дивизия была передислоцирована в Среднеазиатский военный округ и переформирована в горнострелковую дивизию.
В феврале 1940 года 299-й артиллерийский полк прибыл на новое место дислокации в г. Чирчик Ташкентской области и получил на вооружение 76-мм пушки образца 1939 г.
9 июля 1941 года по приказу Народного комиссара обороны СССР 299-й артполк убыл на фронт в район г. Смоленска. Боевые действия полк начал в районе города Карачев.
В августе 1941 года 194-я горнострелковая дивизия была преобразована в 194-ю стрелковую дивизию, а в сентябре того же года была переведена на Брянский фронт.
В октябре 1941 года после потерь в ходе Вяземской операции и переформирований 299-й артполк без двух батарей вошёл в состав 258-й стрелковой дивизии и составил ядро 841-го артиллерийского полка. Командовал полком майор Матвеев А. С.
В декабре 1941-январе 1942 гг. полк участвовал в Калужской наступательной операции. 5 января 1942 г. за участие в освобождении Калуги 841-му артиллерийскому полку 258-й стрелковой дивизии было присвоено звание «гвардейский». Тогда же 258-я стрелковая дивизия была преобразована в 12-ю гвардейскую стрелковую дивизию, а 841-й артиллерийский полк — в 31-й гвардейский артиллерийский полк в её составе.
В июле 1944 года полк участвовал в освобождении города Кобрин, за что 25 июля 1944 г. получил почётное наименование «Кобринский» и 10 августа 1944 года был награждён орденом Красного Знамени.
28 июля 1945 года за участие в Берлинской операции полк был награждён орденом Богдана Хмельницкого II степени.
До февраля 1946 года полк дислоцировался в Германии. В начале февраля 1946 года 31-й артполк прибыл в Селецкие лагеря Московского округа, а в апреле 1947 года был передислоцирован на север в район 19 км шоссе Лиинахамари—Никель Мурманской области. Полк вошёл в состав 45-й стрелковой Печенгской дивизии.
В феврале 1948 года 31-й полк вышел из состава 45-й стрелковой Печенгской дивизии и с июля 1951 года вошёл в подчинение Северного ВО. В апреле 1953 года полк вновь вошёл в состав 45-й стрелковой Печенгской дивизии 6-й армии.
В 1961 году полк перешёл на новый штат и был переименован в 770-й гвардейский артиллерийский дивизион 131-й мотострелковой Печенгской дивизии. В 1966 году 770-й артиллерийский дивизион с 19 км ст. Печенга был передислоцирован в посёлок Луостари Верхнее (Луостари-2), а в декабре 1976 года был преобразован в 856-й гвардейский артиллерийский полк.
В 1991 года полк перешёл на новое вооружение и получил название 856-й самоходный артиллерийский полк 131-й мотострелковой дивизии.
В декабре 1997 года в результате сокращения комплекта частей 6-й общевойсковой армии управление и штаб полка, батарея управления, батарея артиллерийской разведки, 3-й самоходно-артиллерийский дивизион, рота материального обеспечения, ремонтная рота и полковой медицинский пункт были расформированы. На базе трёх артиллерийских дивизионов полка были созданы подразделения 200-й отдельной мотострелковой бригады:
- 1-й самоходно-артиллерийский дивизион — 416-й гвардейский отдельный гаубичный самоходно-артиллерийский дивизион.
- 2-й самоходно-артиллерийский дивизион — 471-й отдельный самоходно-артиллерийский дивизион.
- реактивный артиллерийский дивизион — 382-й отдельный реактивный дивизион.

В декабре 2016 года полк был восстановлен с местом постоянной дислокации в Почепе (в/ч 23857). Полк находится в составе 144-й гвардейской мотострелковой дивизии.. 2 июля 2018 года Указом Президента Российской Федерации № 385 полку присвоено почётное наименование «гвардейский Кобринский». Численность полка на март 2022 года составляла 725 чел.

## Состав
Состав на март 2022 года:
- управление
- 1-й гаубичный самоходный артиллерийский дивизион
- 2-й гаубичный самоходный артиллерийский дивизион
- реактивный артиллерийский дивизион
- батарея артиллерийской разведки
- батарея управления
- взвод обслуживания и ремонта (ВОиР)
- рота материального обеспечения
- комендантский взвод
- медицинский пункт
- клуб

## Герои Советского Союза, воевавшие в полку
- ст. лейтенант Комаров Г. В., командир взвода управления 299-го артполка (посмертно) (указ от 24.03.45).
- ст. лейтенант Кияшко Н. Н., командир взвода управления 299-го артполка (указ от 17.10.43)
- гвардии ефрейтор Гуров И. П., комсорг 7-й батареи 31-го  гв. артполка, наводчик — за мужество и отвагу, проявленные в боях под Брестом.
- ст. лейтенант Трубов В. И., командир 7-й батареи 31-го артполка (указ от 31.05.45)
- ст. сержант Яровой Ф. К., командир орудия, 7-я батарея 31-го артполка (указ от 31.05.45).

## Командиры
- 1939—1941 — майор Завьялов М. М. (299-й артиллерийский полк 194-й сд)
- 1941—1942 — капитан Матвеев А. С. (841-й артиллерийский полк 258-й сд)
- 1942—1943 — гвардии майор Матвеев А. С. (31-й гвардейский артиллерийский полк 12-й сд)
- 1943—1947 — гвардии полковник Авралеев Д. А.
- 1947—1952 — гвардии полковник Иванов П. П. (31-й гвардейский артиллерийский полк 45-й сд)
- 1952—1956 — гвардии полковник Косенко З. С.
- 1956—1958 — гвардии полковник Кравцов П. Ф. (с 1957 г. — 31-й гвардейский артиллерийский полк 131-й мсд)
- 1958—1959 — гвардии полковник Жиленко Н. П.
- 1959—1962 — гвардии полковник Королинский М. А.
- 1962—1968 — гвардии майор Дуклер А. Ю. (770-й отдельный артиллерийский дивизион 131-й мсд)
- 1968—1973 — гвардии подполковник Резниченко А. М.
- 1973—1975 — гвардии подполковник Дорошенко О. И.
- 1975—1976 — гвардии подполковник Штыков Валерий Терентьевич
- 1976—1981 — гвардии полковник Еркович Николай Дмитриевич (856-й гвардейский артиллерийский полк 131-й мсд)
- 1981—1985 — гвардии полковник Волковский Леонид Ильич
- 1985—1986 — гвардии полковник Прянишников Валентин Викторович
- 1986—1989 — гвардии полковник Швыдкий Александр Николаевич
- 1989—1994 — гвардии полковник Васильев Александр Михайлович (с 1991 г. — 856-й гвардейский самоходный артиллерийский полк 131-й мсд)
- 1994—1997 — гвардии полковник Проценко Сергей Николаевич
- 2016 — полковник Бельцев Дмитрий Александрович
- 2017— гвардии полковник Алёшин Александр Юрьевич
- 2020- гвардии полковник Мельников Александр Александрович